# Crowsonium succinium
Crowsonium succinium is een keversoort uit de familie boomzwamkevers (Mycetophagidae). De wetenschappelijke naam van de soort werd in 1964 gepubliceerd door Abdullah.